# Клапач Юстина Андріївна
Юстина Андріївна Клапач (?, село Боднарка Горлицького повіту, тепер Малопольське воєводство, Польща — ?) — українська радянська діячка, новатор сільськогосподарського виробництва, доярка колгоспу імені Чапаєва Бучацького району Тернопільської області. Депутат Верховної Ради УРСР 4-го скликання.

## Біографія
Народилася у бідній селянській сім'ї на Лемківщині. У 1945 році була разом із родиною переселена із Польщі до села Підзамочок Бучацького району Тернопільської області.
З кінця 1940-х років — колгоспниця, з 1951 року — доярка колгоспу імені Чапаєва села Підзамочок Бучацького району Тернопільської області. Досягала високих надоїв молока: по 4.000 літрів молока на кожну корову.
Закінчила трирічні зоотехнічні курси.

## Нагороди
- медалі